# Nemegtosauridae
A Nemegtosauridae feltételezett titanosaurus sauropoda dinoszauruszok egy családja, amely eredetileg két, csak diplodocidaszerű koponyák alapján ismert késő kréta kori, mongol nemen, a Nemegtosauruson és a Quaesitosauruson alapul. Az egyes szerzők nem értenek egyet a két nem más sauropodákkal való rokoni kapcsolatát és családjuk érvényességét illetően. A csoportba később további sauropodákat soroltak be, az evolúciós kapcsolataik feltárására pedig kladisztikai módszert használtak.

## Osztályozás
John S.  McIntosh (1990-ben) mindkét nemet a Diplodocidae család Dicraeosaurinae alcsaládjába sorolta be, mivel a koponyájuk hasonlított a Dicraeosauruséra, noha egyes részleteik eltértek attól. Bár a Nemegtosaurus koponyáját a Opisthocoelicaudia fej nélküli csontvázával együtt találták meg, McIntosh elvetette annak lehetőségét, hogy a kettő ugyanahhoz az állathoz tartozik, mivel a Nemegtosaurus  diplodocidaszerű, az Opisthocoelicaudia viszont camarasauridaszerű.
A két nemet Paul Upchurch 1995-ben egy külön családban helyezte el, anélkül, hogy kladisztikai definíciót hozott volna létre. Ez a név azonban Paul M. Barrett és Paul Upchurch néhány héttel korábbi cikkében is megjelent.
2002-ben Jeffrey A. Wilson a két nemet a Nemegtosauridae családhoz kapcsolta, és a kladisztikai elemzés alapján áthelyezte mindegyiküket a Diplodocoidea öregcsaládból a Titanosauria kládba.
Sebastián Apesteguía (2004-ben) egy cikkben leírást jelentetett meg egy új patagóniai sauropodáról, a Bonitasaura salgadoiról, és talán elsőként próbálta megfelelően definiálni a taxont, bár nem használt kladisztikai elemzést: a szár-alapú klád tartalmazza az összes olyan titanosaurust, amely közelebb áll a Nemegtosaurushoz, mint a Saltasaurushoz. Közeli kapcsolatot állapított meg a Nemegtosaurus, a Quaesitosaurus, a Rapetosaurus és a Bonitasaura között és a Wilson által (2002-ben) elvégzett korábbi filogenetikus elemzésre, valamint a Nemegtosauridae család használatára hivatkozott.
Upchurch és mások (2004-ben) visszahelyezték a Nemegtosauridae-t a Diplodocoidea öregcsaládba, majd az előbbit olyan szár-alapú kládként definiálták, ami tartalmaz minden olyan diplodocoideát, amely közelebb áll a Nemegtosaurushoz mint a Diplodocushoz. Csak két faja ismert, a Nemegtosaurus és a Queasitosaurus.
Curry Rogers 2005-ben, a Titanosauria csoportra vonatkozó addigi legteljesebb elemzéssel visszahelyezte a Nemegtosaurust és a Quaesitosaurust a titanosaurusok közé, de elvetette a Nemegtosauridae családot és az azon alapuló kládot. A Quaesitosaurus a Saltasaurinae, a Nemegtosaurus pedig egy új, névtelen „Rapetosaurus-kládba” került (ami, ha nevet kap, az ICZN szabályai szerint vagy Nemegtosaurinae alcsalád vagy Nemegtosaurini nemzetség lesz, a helyzetétől függően). Rogers az Opisthocoelicaudiát egy külön kládban helyezte el, ami a Opisthocoelicaudiinae nevet kapta. Mindhárom klád a Saltasauridae (= Titanosauridae) családba tartozik.
Apesteguía munkájáról nem tudva, Wilson (2005-ben) megalkotott egy azonos definíciót és tovább tisztázta a központi nem, a Nemegtosaurus anatómiáját és rokoni kapcsolatait. A Nemegtosauridae családot olyan szár-alapú kládként definiálta, ami tartalmazza az összes olyan titanosaurust, amely közelebb áll a Nemegtosaurushoz, mint a Saltasaurushoz. Emellett felvetette, hogy az Opisthocoelicaudia talán a Nemegtosaurus fiatalabb szinonimája lehet.

## Fordítás
- Ez a szócikk részben vagy egészben a Nemegtosauridae című angol Wikipédia-szócikk ezen változatának fordításán alapul.  Az eredeti cikk szerkesztőit annak laptörténete sorolja fel. Ez a jelzés csupán a megfogalmazás eredetét és a szerzői jogokat jelzi, nem szolgál a cikkben szereplő információk forrásmegjelöléseként.